# Ramathibodi I
Re Ramathibodi I (in thailandese สมเด็จพระรามาธิบดีที่ ๑ ), chiamato anche Uthong o U Thong (in thailandese สมเด็จพระเจ้าอู่ทอง) (Chiang Saen, 10 marzo 1315 – Ayutthaya, 1369) è stato un sovrano siamese.
Nel 1350 fondò il Regno di Ayutthaya, che avrebbe dominato il territorio dell'odierna Thailandia fino al 1767, quando fu distrutto dai birmani. Fu il capostipite della dinastia Uthong, che si sarebbe estinta nel 1395 per lasciare il posto alla dinastia Suphannaphum. Nei 18 anni in cui regnò, si distinse per le conquiste che ingrandirono i suoi territori, per aver diffuso il Buddhismo Theravada e per le importanti leggi che promulgò.
Le notizie riguardanti la sua vita sono frammentarie e spesso inattendibili, soprattutto per quanto riguarda i primi anni di vita, non si conosce il suo nome alla nascita ed anche le sue origini sono oggetto di controversia. Fu chiamato principe Uthong dopo che sposò la figlia del re di Uthong, una città-Stato che si era espansa notevolmente in quegli anni.

## Biografia
Nacque il 10 marzo 1315 a Chiang Saen, oggi un distretto in Provincia di Chiang Rai nella Thailandia del Nord, che a quel tempo era un principato del Regno Lanna. Secondo alcune fonti, era figlio del principe locale ed era imparentato ai sovrani Lanna, la cui capitale era a Chiang Rai.
Si trasferì nel Regno di U Thong, una città-Stato situata nell'odierna zona di Suphanburi, dove nel 1331 sposò la figlia del sovrano locale e divenne il principe Uthong. Tale città, che viene identificata con la capitale del Regno di Suphannaphum, aveva in quegli anni notevolmente espanso il suo territorio verso sud ai danni del declinante Regno di Sukhothai. Il suocero di Ramathibodi aveva conquistato buona parte della penisola malese, annettendosi nel 1325 le zone di Nakhon Si Thammarat, Ratchaburi, Phetchaburi, Tenasserim e Tavoy.
Qualche anno dopo, Ramathibodi sposò anche la figlia del sovrano del Regno di Lavo, l'odierna Lopburi, un principato che rientrava nella sfera d'influenza khmer e controllava la parte meridionale della valle del fiume Chao Phraya.

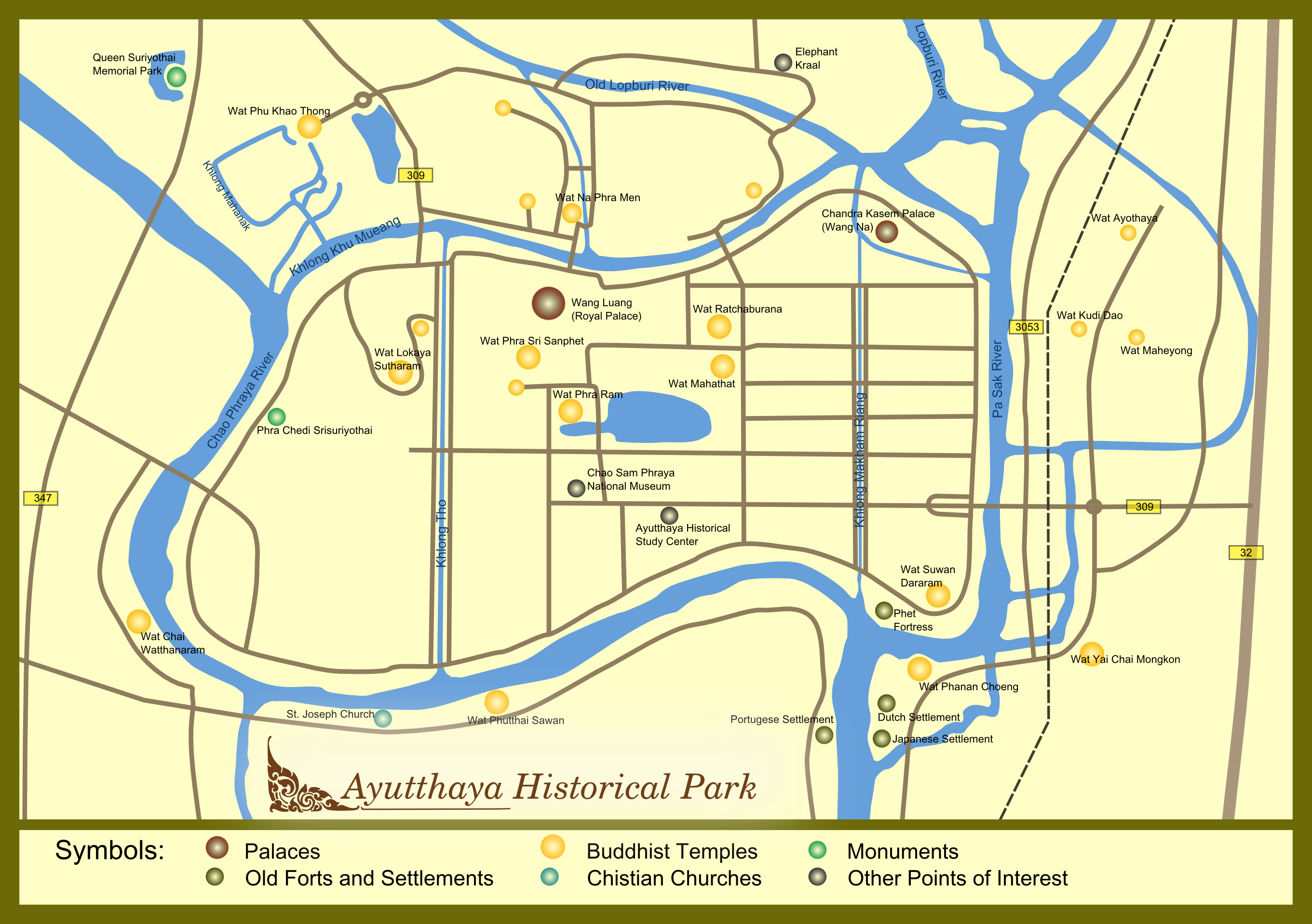
Recente mappa di Ayutthaya che evidenzia l'isola racchiusa tra i tre fiumi

### Ascesa al trono
Succedette al re di Uthong quando questi morì nel 1347. Dopo che probabilmente un'epidemia di vaiolo aveva colpito la città, Ramathibodi spostò provvisoriamente la capitale a Wiang Lek, un insediamento di mercanti cinesi qualche chilometro a sud di Ayutthaya, che a quel tempo ancora non esisteva. Diede ordine di costruire una nuova capitale alla confluenza tra i fiumi Chao Phraya, Pa Sak e Lopburi. La particolare forma di tale confluenza, aveva generato un'isola difficilmente attaccabile dal punto di vista militare.
La nuova capitale fu pronta nel 1350 e fu chiamata Ayutthaya, il cui nome deriva da un preesistente insediamento induista khmer della zona, che aveva preso il nome di Ayodhya, l'antica città santa dell'India. Fu in tale città che secondo la leggenda nacque Rāma, avatar di Visnù ed eroe del poema Rāmāyaṇa, divinità cruciale nella tradizione induista e buddhista, dal quale Ramathibodi avrebbe preso il nome. Secondo le antiche cronache di Ayutthaya, la fondazione della città corrisponde all'inizio del regno.
Il re di Uthong si fece incoronare sovrano del nuovo Regno di Ayutthaya il 4 marzo 1351, e fu allora che assunse il nome reale Ramathibodi I. Sotto il suo controllo vi erano i regni vassalli di Uthong, che lasciò al cognato Khun Luang Pa Ngua con il titolo di Borommaracha Chao, e di Lavo, alla cui guida pose il figlio Ramesuan.

### Politica estera

#### Campagne contro i khmer
Re Ramathibodi I fu un grande conquistatore. La campagna più significativa del suo regno, quella contro l'Impero Khmer, che da secoli dominava l'Indocina e che negli ultimi decenni era entrato in una fase di declino, fu la prima intrapresa come re di Ayutthaya. I sovrani khmer avevano perso il carisma che li aveva caratterizzati nel periodo di massimo splendore, gli ultimi re erano usurpatori ed i piani di espansionismo avevano lasciato il posto a sanguinose guerre fratricide. Alla periferia dell'impero, da oltre un secolo nuovi Stati si erano emancipati, primi fra tutti i regni tai di Sukhothai e Lanna. La stessa Ayutthaya si era formata assorbendo il Regno di Lavo, l'ultimo baluardo occidentale khmer. Grandi cambiamenti erano avvenuti anche sotto il profilo culturale, la religione di Stato era diventato il Buddhismo Theravada ed erano stati abbandonati i maestosi progetti edilizi che avevano dato luogo ai capolavori dell'architettura khmer dei secoli precedenti.
Ramathibodi approfittò di tale indebolimento ed affidò nel 1352 un esercito al figlio Ramesuan che marciò su Angkor, la capitale khmer. L'incompetenza del giovane Ramesuan fu fatale a questa prima spedizione. L'avanguardia, composta da 5.000 uomini, fu sgominata ed il resto dell'esercito fu respinto. Informato dell'accaduto, Ramathibodi spedì a supporto una seconda armata, guidata dal governatore di Uthong Borommaracha Chao. I rinforzi spianarono le difese e l'esercito compatto pose sotto assedio Angkor, che resistette un anno prima di capitolare.
I siamesi entrarono in città nel 1353 (secondo fonti thailandesi la seconda spedizione e la conquista di Angkor risalgono al 1369), la depredarono degli immensi tesori che custodiva e deportarono in schiavitù buona parte della popolazione. Il re Lampong Reachea era morto durante l'assedio e Ramathibodi affidò il governo al proprio figlio, il principe Chao Basath. Questi morì due anni dopo e venne sostituito dal fratello Chao Baat, che morì dopo tre mesi e venne a sua volta sostituito da un altro figlio di Ramathibodi, Chao Kambang-Pisey. In questo modo il glorioso Impero Khmer divenne uno stato vassallo di Ayutthaya. La conquista di Angkor portò all'annessione di diversi territori khmer nelle odierne zone dell'altopiano di Korat. Tra i deportati khmer vi furono anche burocrati, artigiani e bramini che avrebbero esercitato influenza nella società siamese.
Le insegne regali khmer furono poste in salvo dal principe Soriyotei e da un gruppo di aristocratici che fuggirono nell'odierno Laos, da dove organizzarono la resistenza ai siamesi. L'anno seguente, i principati laotiani vassalli dei khmer sarebbero stati unificati da Fa Ngum, che divenne così il fondatore del Regno Lan Xang, il primo grande Stato del popolo lao. Era stato finanziato ed equipaggiato nell'impresa dal sovrano khmer Lampong Reachea, che siglò in tal modo un'alleanza con i laotiani in funzione anti-siamese. Nel corso dei successivi tre secoli, Lan Xang avrebbe costituito un severo ostacolo per le ambizioni espansionistiche di Ayutthaya verso oriente. Soriyotei tornò ad Angkor nel 1357, al comando di un esercito organizzato con l'aiuto di re Fa Ngum, si riprese il trono cacciando i siamesi, il cui viceré Chao Kambang-Pisey venne dato per disperso.

#### Campagne contro Sukhothai
Nel 1354 (secondo alcune fonti nel 1347), Ramathibodi rivolse le sue attenzioni al declinante Regno di Sukhothai, un'armata ne invase il territorio e si impadronì dell'importante città di Chainat. Il re Lithai di Sukhothai negoziò la pace, Ramathibodi accettò le proposte che gli vennero fatte e Chainat venne restituita. Non esistono notizie riguardanti le condizioni di questo accordo. Negli anni successivi, Ramathibodi indebolì ulteriormente Sukhothai, sottraendone al controllo diversi territori nella penisola malese, proseguendo l'opera del suocero sovrano di Uthong. Assoggettò diversi principati, tra cui Singora, l'odierna Songkhla, e Phattalung. Estese l'influenza di Ayutthaya fino a Malacca, nell'estremo sud della penisola.

#### Rapporti con Lan Xang
Re Fa Ngum di Lan Xang intraprese una campagna militare che gli garantì nel 1357 la conquista dell'altopiano di Korat, con la sottomissione a nord del principato dell'odierna Provincia di Loei, e di quelli meridionali di Korat e Roi Et. Aiutò quindi il principe khmer Surya Daya a cacciare i siamesi e a riprendere il controllo di Angkor nel 1359. La capitale di Lan Xang era Mueang Sua, l'odierna Luang Prabang, che prima della formazione del regno era il più potente dei principati laotiani. La vecchia aristocrazia di Mueang Sua fu messa in secondo piano da quella imposta da Fa Ngum, associata agli alleati khmer, e si era creata una contrapposizione tra le due fazioni nobiliari.
La crescente minaccia di Lan Xang fu scongiurata da Ramathibodi concedendo in sposa la figlia Keo Lot Fa a Fa Ngum, la cui prima moglie era figlia dell'ex sovrano khmer. L'arrivo della principessa siamese fu accolto con gioia dalla vecchia aristocrazia di Mueang Sua, che poté da quel momento contare sull'appoggio di Ayutthaya nel conflitto contro la fazione filo-khmer. La lotta interna di corte provocò nel 1372 la forzata destituzione e l'esilio di Fa Ngum, aprendo la prima grave crisi di Lan Xang che sarebbe durata fino alla metà del XV secolo.

#### Rapporti con la Cina
Durante il regno di Ramathibodi si acutizzò l'instabilita dell'Impero Cinese, la cui dinastia Yuan aveva da diversi anni dato segni di cedimento ed aveva dovuto allentare il controllo sulla periferia dello Stato per affrontare diverse catastrofi naturali e dure rivolte interne. La più grave fu quella dei Turbanti Rossi, che iniziò attorno al 1352 e si concluse nel 1368 con il crollo degli Yuan e la presa del potere da parte della dinastia Ming (1368-1644).
Alla morte di Ramathibodi, gli imperatori Ming riconobbero l'enorme crescita di Ayutthaya, che divenne il principale interlocutore per il sudest asiatico sostituendo il declinante Regno di Sukhothai.

### Politica interna

#### Sovrano-divinità
Al contrario del Regno di Sukhothai, dove il sovrano (raja) era una figura paterna che trattava il popolo bonariamente secondo gli insegnamenti di Gautama Buddha (chiamati Dhamma) e veniva quindi considerato un Dhammaraja, Ramathibodi adottò la tradizione in uso in India e nell'Impero Khmer, secondo le quali il sovrano ha prerogative divine (Devaraja) e va venerato come tale. Prese quindi il nome di Rāma, divinità guerriera e regale principe manifestatosi per risollevare le sorti della morale degli uomini, venerato sia nell'Induismo che nel Buddhismo come incarnazione di Visnù e dello stesso Buddha. Questo rapporto tra re e popolo sarebbe stato mantenuto nella successiva storia del Paese, tanto che anche Rama IX, re di Thailandia dal 1946 al 2016, veniva da molti dei suoi sudditi venerato come una divinità.

#### Governo
Secondo il tradizionale sistema di governo chiamato mandala che fu in vigore per molti secoli nel sudest asiatico, anche Ayutthaya non fu uno Stato centralizzato. Ramathibodi concesse un ampio margine di autonomia alle mueang conquistate, a capo delle quali lasciò sovrani locali su cui esercitava un controllo relativo. Nominò dei ministri per aiutarlo ad amministrare il paese, il khun klahng addetto alle finanze, il khun mueang per le municipalità ed il khun nah per l'agricoltura.
Consapevole della forza di Ayutthaya e della difficoltà di attraversare l'anello d'acqua che la circondava, Ramathibodi non si curò delle difese ed il muro perimetrale della città fu eretto utilizzando solo fango disseccato. Le costruzioni cittadine, incluso il palazzo reale, furono costruite in legno. Nel 1357, il regno dovette fronteggiare una grave epidemia di colera.

#### Codice delle leggi
Ramathibodi divenne famoso anche per l'insieme delle leggi che emanò, basate sul codice in vigore nel defunto Regno di Nanzhao (737 d.C.-902), considerato una delle culle della civiltà tai, e sui concetti relativi alle leggi affermatisi nell'India antica. Salvo piccole modifiche, il suo sistema sarebbe rimasto in vigore fino alla fine del XIX secolo, quando Re Rama V promulgò una consistente serie di nuove e rivoluzionarie norme. Tra le più importanti leggi introdotte da Ramathibodi vi furono le seguenti:
- Legge sulle prove di reato (del 1350): catalogava il grande numero di categorie di cittadini la cui testimonianza non aveva valore ai fini di prova processuale
- Legge sui crimini contro l'amministrazione statale (del 1351): stabiliva le pene spettanti a chi commetteva crimini nell'ambito amministrativo. Oltre che un deterrente rivolto ai cittadini, era un severo monito contro la corruzione e l'abuso operato dai pubblici funzionari
- Legge sulle denunce (del 1355): distingueva quali erano le denunce ammissibili e quali erano da rigettare e passibili di severe punizioni per chi le aveva sporte
- Legge sul sequestro di persona (del 1356): stabiliva le pene per chi si macchiava di tale crimine, in particolare quando oggetto di sequestro erano le mogli, le figlie o gli schiavi
- Legge sui crimini contro i cittadini (del 1357): stabiliva, oltre alle pene detentive o corporali, i risarcimenti
- Legge sui furti (del 1350 e 1366): stabiliva le pene per i ladri, ed equiparava ai ladri stessi chi comprava merce rubata sapendo che lo era
- Legge sul diritto di famiglia (del 1359): tra i vari articoli, alcuni legalizzavano la poligamia ed altri il divorzio

#### Religione
Fu un sovrano profondamente religioso, professava il Buddhismo Theravada e ne fece la religione di stato nel 1360. Tale fede si era affermata a Sukhothai durante il regno di Ramkhamhaeng (1279-1298), nel settentrionale Regno Lanna con Mengrai (1292-1317) e a Lan Xang con Fa Ngum (1354-1372). Lo stesso Impero Khmer, che aveva in precedenza diffuso nella regione l'Induismo, si era convertito al Buddhismo Theravada grazie al re Indravarman III (1295-1308).
Ramathibodi conferì una sorta di ingiunzione divina al suo codice delle leggi facendolo compilare in pali, la lingua liturgica di tale religione. Ne promosse la diffusione invitando monaci della sangha dell'odierno Sri Lanka, il paese più importante della tradizione Theravada. Con il loro aiuto, vennero formati nuovi monaci e creati nuovi ordini monastici. Durante il suo regno, furono costruiti importanti templi in tutto il paese.

## Successione
Alla morte di Ramathibodi, nel 1369, si accese un conflitto per la successione tra il figlio Ramesuan ed il cognato Borommaracha Chao di Uthong. Salì al trono Ramesuan ma fu costretto ad abdicare dopo un solo anno e fu sostituito dallo zio, che divenne il terzo sovrano di Ayutthaya con il nome di Borommaracha I. Alcune fonti riportano che l'abdicazione sarebbe avvenuta pacificamente, mentre altre sostengono che sarebbe seguita ad una sanguinosa guerra civile.